# Gertrud Bergmann (Bildhauerin)
Gertrud Lucie Berta Bergmann (* 21. August 1910 in Görries bei Schwerin; † 15. Juli 1985 in Berlin) war eine deutsche Bildhauerin, Medailleurin und Kunsthandwerkerin.

## Leben
Gertrud Bergmann lebte zunächst auf der Festung Dömitz, wo der Vater als Rentmeister tätig war. Nach der Versetzung des Vaters nach Güstrow ging sie auf das dortige Lyzeum, ihr Zeichenlehrer gehörte zum Kreis um Ernst Barlach, dem sie dort begegnete und der sie nach eigener Aussage für den Beruf der Bildhauerin inspirierte.
Ab 1934 folgte ein Studium an der Hochschule der Künste Berlin und zudem als Meisterschülerin des Bildhauers Wilhelm Gerstel. In der Zeit des Nationalsozialismus war sie obligatorisch Mitglied der Reichskammer der bildenden Künste. 1942 erhielt sie ihr Diplom als Meisterschülerin. 1943 wurden ihre Plastiken und Zeichnungen bei einem Bombenangriff vernichtet. Zu Ende des Zweiten Weltkrieges wohnte sie in Ludwigslust und war 1945 an einer „Jahresschau 1945 der Kunstschaffenden aus Mecklenburg-Vorpommern“ beteiligt. Ab 1952 war sie Dozentin an der Volkshochschule in Berlin-Charlottenburg und Leiterin eines Modellierkurses an der Blindenanstalt in West-Berlin. 1982 wurde ihr der Mecklenburger Kulturpreis der Landsmannschaft Mecklenburg verliehen. Ihr Werk umfasste Tierplastiken, Medaillen und Reliefarbeiten.

## Werke (Auswahl)
Medaillen

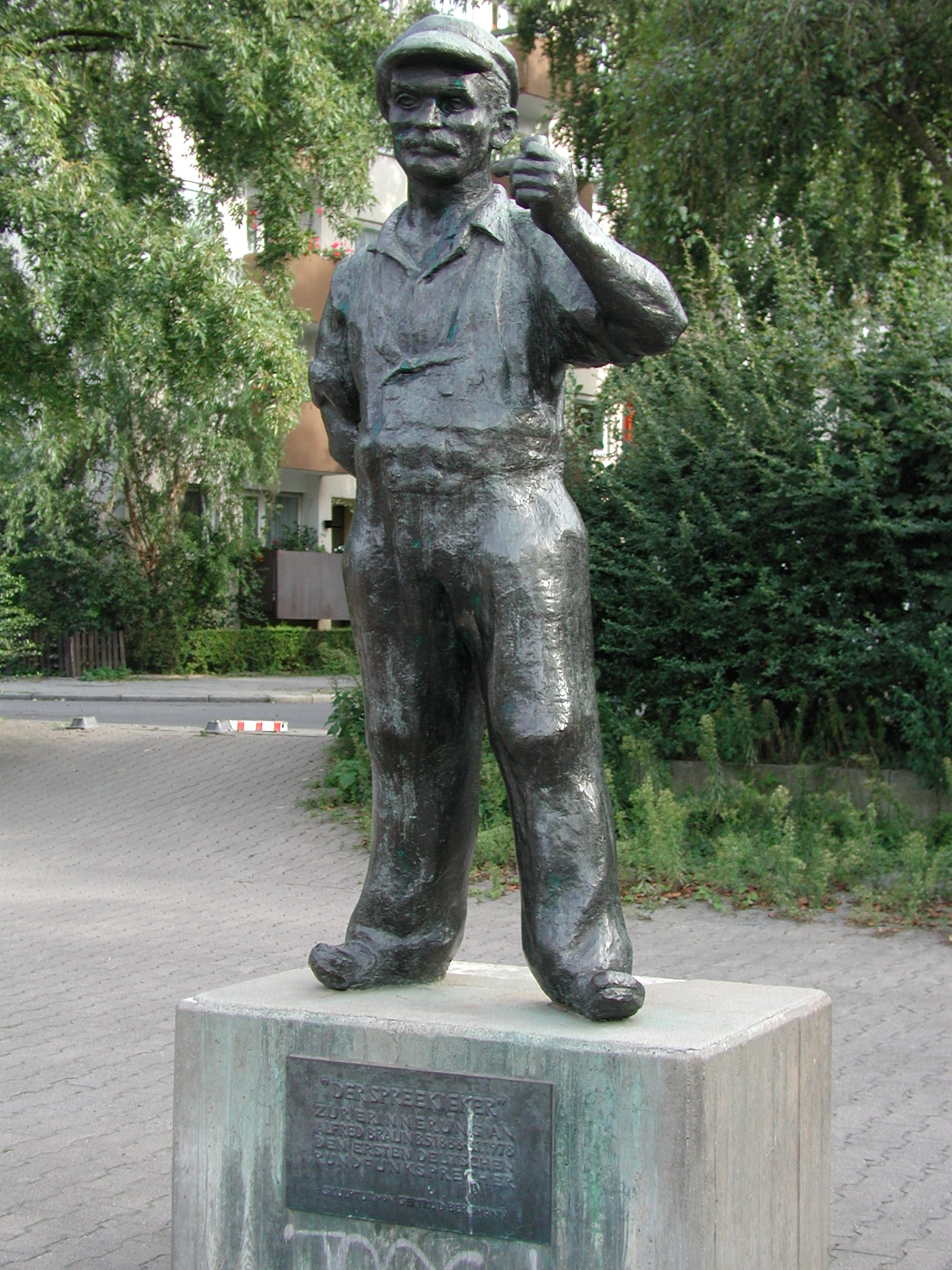
Der Spreekieker

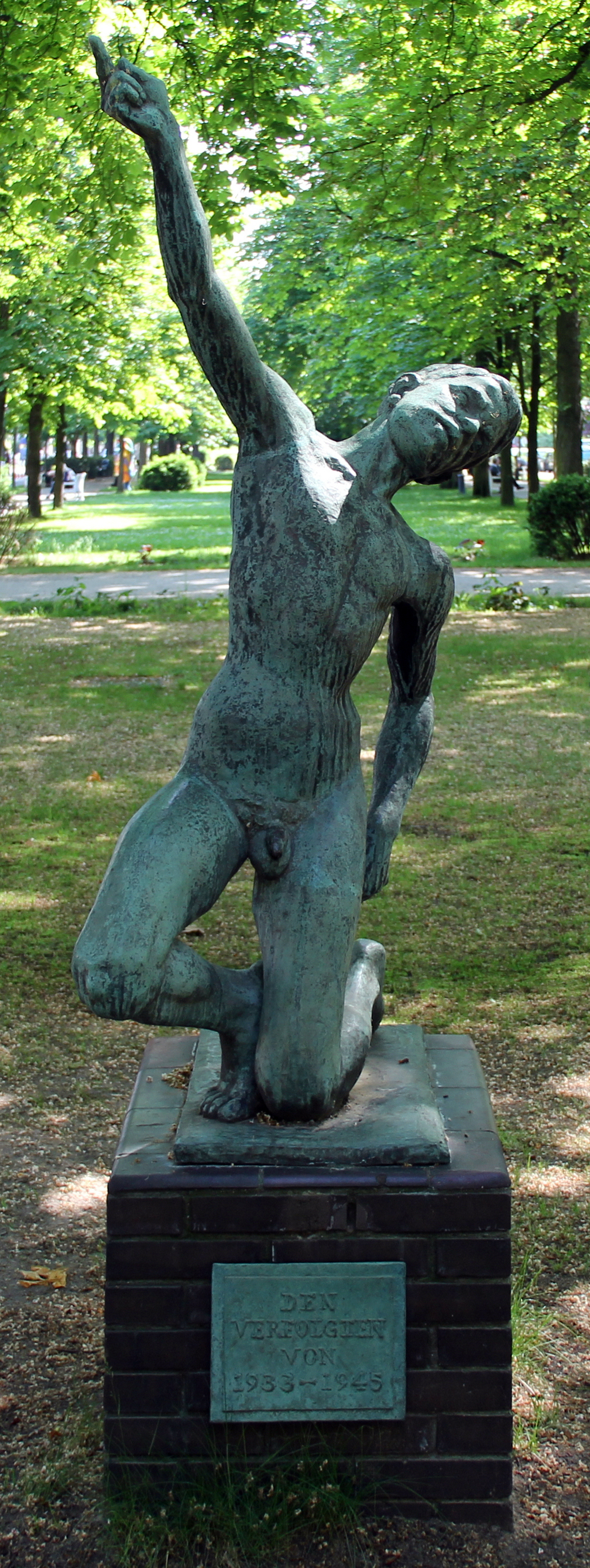
Verfolgte 1933–1945

- Gedenkmedaille zum 125-jährigen Bestehen des Zoologischen Gartens[1]
- Heinrich-Kleist-Medaille
- Friedrich-Carl-von-Savigny-Medaille, 1962
- Gerhart-Hauptmann-Medaille
- Fritz-Reuter-Medaille
- Barlach-Medaille[1]
- Medaillen-Zyklus u. a. Der Ursprung, Adam und Eva, Schnurrdiburr, Die Spinne, Der Hund, Bronze, 1970er Jahre[5]

Bronzen – Gips – Stein
- Männlicher Kopf, Gips, 1948, Berlin, Bund Bildender Künstler[6]
- Kollege Otto Freitag, Gips, 1950
- Der Spreekieker – Alfred Braun, Bronze, 1982, Kunstamt Charlottenburg – Charlottenburg, Iburger Ufer[7]
- Trappen-Gruppe, Bronze, Schöneberg, Finow-Schule
- Relief Gottfried Wilhelm Leibniz, Bronze, 1967, Kreuzberg, Leibniz-Gymnasium
- Denkmal für die Verfolgten des Dritten Reiches 1933–1945, 1964, Rudolf-Virchow-Klinikum, Berlin-Wedding[8]
- Ernst Barlach, Plakette, Bronze, Güstrow, Städtische Sammlung[6]
- Ernst Barlach, Statuette, Bronze, 1950[2]

1945 ausgestellte Werke
- Alter Mann, Meckl. Bauer, Meckl. Bäuerin, Meckl. Bauernmädel (alle Gips)[4]

## Ausstellungen (Auswahl)
- 1941: München, Große Deutsche Kunstausstellung (2 Bronze-Plaketten)[9]
- 1945: Schwerin, Landesmuseum „Jahresschau 1945 der Kunstschaffenden aus Mecklenburg-Vorpommern“[4]
- 1955: Karlsruhe, „W. Gerstel und seine Schüler“ (Katalog)
- 1976: Berlin, Laden-Galerie im Deutschlandhaus
- 1981: Berlin, Kunstamt Charlottenburg „Gertrud Bergmann – Plastiken, Medaillen und Zeichnungen“ (Katalog)
- 1982: Frankfurt/Main, „Goethe in der Medaillen-Kunst“ (Katalog)[10]
- 1992–93: Halle/S, Staatliche Galerie Moritzburg, „Medaillenkünstlerinnen in Deutschland. Kreativität in Geschichte und Gegenwart“ (Katalog)